# Veinte éxitos pasados por agua
Veinte Éxitos Pasados Por Agua es un álbum recopilatorio del grupo Ciudad Jardín perteneciente a la compañía discográfica Fonomusic editado en el año 2003 compuesto por 20 canciones, en la portada del álbum se visualiza la imagen de su líder Rodrigo de Lorenzo sumergiéndose dentro del agua.

## Lista de canciones
| N.º | Título                                          | Duración |  |
| 1.  | «Dame calidad»                                  |          |  |
| 2.  | «Beber y bailar»                                |          |  |
| 3.  | «Emmanuelle negra (En el valle de los zombies)» |          |  |
| 4.  | «Las vacas»                                     |          |  |
| 5.  | «Aquí la caña manda»                            |          |  |
| 6.  | «¡Gato!»                                        |          |  |
| 7.  | «Su casa es suya»                               |          |  |
| 8.  | «No puedo fumar»                                |          |  |
| 9.  | «Óyeme papel»                                   |          |  |
| 10. | «Toda su vida dedicada a los demás»             |          |  |
| 11. | «Cuánta fruta ¿un regalo?»                      |          |  |
| 12. | «Allá en las alturas»                           |          |  |
| 13. | «Primero así y luego más»                       |          |  |
| 14. | «Misterio»                                      |          |  |
| 15. | «En la laguna de los churros»                   |          |  |
| 16. | «Miren a mi mulo»                               |          |  |
| 17. | «Me atormenta tu cuerpo»                        |          |  |
| 18. | «Ni la hija ni la dueña»                        |          |  |
| 19. | «Atún y algas»                                  |          |  |
| 20. | «Summertime»                                    |          |  |